# Endynomena pradieri
Endynomena pradieri är en skalbaggsart som först beskrevs av Leon Fairmaire 1849.  Endynomena pradieri ingår i släktet Endynomena och familjen jordlöpare. Inga underarter finns listade i Catalogue of Life.